# نهاد البوشي
نهاد البوشي (مواليد 8 مارس 1973) هو لاعب كرة قدم سوري دولي سابق كان يلعب كلاعب وسط. مثّل منتخب سوريا لكرة القدم في كأس آسيا 1996.

## روابط خارجية
- نهاد البوشي على موقع قاعدة بيانات كرة القدم.إي يو (الإنجليزية)
- نهاد البوشي على موقع عالم كرة القدم.نت (الإنجليزية)